# Leila Cordeiro
Leila Cordeiro (Salvador, 5 de dezembro de 1956) é uma jornalista brasileira.

## Carreira

### Início e consagração
Natural da Bahia, começou sua carreira na TV Aratu, em Salvador, no ano de 1974. Foi para a TV Globo em 1977, atuando como repórter e no final de 1986, assumiu o posto de Leilane Neubarth no Jornal da Globo, dividindo a bancada com seu marido, Eliakim Araújo.
Em maio de 1989, assumiu a apresentação do Jornal Hoje, juntamente com Márcia Peltier, mas a empreitada durou pouco e a jornalista decidiu mudar os rumos de sua carreira. Em julho de 1989, ela e o marido saíram da Globo e foram para a Rede Manchete, apresentando o Jornal da Manchete. A convite de Silvio Santos, o casal se mudou para São Paulo, em 1993, para fazer parte da equipe de jornalismo do SBT; nesta emissora, apresentaram o Aqui Agora e o Jornal do SBT (este último no lugar de Lilian Witte Fibe, que havia saído da emissora). Quatro anos depois, em 1997, o casal decidiu se mudar para os Estados Unidos, onde apresentaram o Jornal do SBT/CBS Telenotícias por três anos.
A jornalista também é artista plástica e publicou dois livros de poesias:  "Pedaços de Mim", 1990, e "De Mala e Vida na Mão", 1995.

### Casal 20
Junto com o marido, foi inspiração para um quadro de humor da extinta TV Pirata, programa da TV Globo: o Casal Telejornal, que retratava a relação do chamado "casal 20" do jornalismo, já que trabalhavam sempre juntos.
Na atualidade, mora com a família no estado norte-americano da Flórida e desenvolve atividades profissionais na internet, nos sites "Conexão América" e "Direto da Redação", envolvida com TVs comunitárias locais.

## Filmografia
| Ano     | Nome               | Função        | Emissora                |
| ------- | ------------------ | ------------- | ----------------------- |
| 1983-86 | RJTV               | Apresentadora | TV Globo Rio de Janeiro |
| 1986-89 | Jornal da Globo    | Apresentadora | TV Globo                |
| 1989    | Jornal Hoje        | Apresentadora | TV Globo                |
| 1989-93 | Jornal da Manchete | Apresentadora | Rede Manchete           |
| 1993    | Aqui Agora         | Apresentadora | SBT                     |
| 1993-99 | Jornal do SBT      | Apresentadora | SBT                     |
| 1997-99 | Sinal              | Apresentadora | SBT/CBS Telenotícias    |